# أوخا (طعام)
أوخا أو أوها (الروسية: уха) هو حساء روسي يتم إعداده باستخدام أنواع مختلفة من الأسماك مثل سمك الوراطة وقرموط ويلس وسمك الكراكي الرمحي أو حتى سمك الروف. وعادةً ما يحتوي على خضروات جذرية وجذور البقدونس والكراث والبطاطا وورق الغار والشبت والطرخون والبقدونس الأخضر. ويتبل بالفلفل الأسود والزعفران وجوزة الطيب وبذور الشمر. تُستخدم في بعض الأحيان أسماك مثل سمك الفرخ النهري وسمك التنش وقرموط ويلس وسمك البربوط لإضافة نكهة إلى الحساء. تعود جذوره إلى ثقافة فرسان القوزاق الروس قاطنين السهوب ويرتبط الحساء غالباً بمنطقة نهر الدون في روسيا.
على الرغم من أن الـ«أوخا» (ukha) عبارة عن طبق سمك مصنوع من مرق. إلا إن وصفه كحساء سمك قد لا يكون صحيحاً تماماً. بدأ استخدام «أوخا» كمصطلح لمرق السمك في المطبخ الروسي في أواخر القرن السابع عشر إلى أوائل القرن الثامن عشر الميلادي. كان هذا المصطلح قبلها يُشير إلى مرق اللحم الكثيف، تم بعدها الدجاج. بدءاً من القرن الخامس عشر كان يتم استخدام الأسماك أكثر فأكثر لإعداد الأوخا وبالتالي خلق طبقاً ذو مذاق مميز بين أنواع الحساء الأخرى. في القرن التاسع عشر ادعى العديد من المسافرين الذين زاروا روسيا أن طبق الأوخا هو واحد من أفضل الأطباق في المطبخ الروسي.
يتم استخدام أقل عدد ممكن من الخضروات عن تحضير حساء الأوخا. وفي المطبخ البيلاروسي الكلاسيكي كان طبق الأوخا عبارةً عن مرق سمك غني يُقدم برفقة فطائر السمك مثل فطار البيروجكي. في هذه الأيام الأوخا عبارة عن حساء سمك مطبوخ مع البطاطا والخضروات الأخرى. يمكن استخدام مجموعة واسعة من أسماك المياه العذبة، ويرى البعض أنه لا يمكن للمرء أن يصنع أوخا جيدة باستخدام أسماك المياه المالحة. تضفي الأسماك الطازجة نكهة أفضل للطبق، أما عند استخدام الأسماك المجمدة فيفضل عدم تذويبها. تعطى الأفضلية للأسماك الأصغر حجماً والأصغر سناً لإعداد الطبق، مع التخلص من أجزاء الذيل من الأسماك الكبيرة.